# Limită Roche
Limita Roche este distanța teoretică sub care un satelit ar începe să se disloce sub acțiunea forțelor mareice cauzate de corpul ceresc în jurul căruia orbitează, aceste forțe depășind coeziunea internă a satelitului. Își trage numele de la cel al astronomului și matematicianului francez Édouard Roche care a teoretizat-o primul. Limita Roche posedă un analog în domeniul galactic: raza mareică.

## Estimare
Calculul limitei Roche este în esență o problemă complexă, întrucât depinde de structura internă a satelitului. Totuși, se pot face aproximări.
Istoric, Roche considerase distanța la care două sfere nedeformabile de rază r și de masă m, în contact, orbitând în jurul unei planete de masă M și de rază R, s-ar detașa sub efectul forțelor mareice. Această distanță este egală cu:
{\displaystyle d=R{\sqrt[{3}]{16{\frac {\rho _{P}}{\rho _{s}}}}}\approx 2,519\cdot R{\sqrt[{3}]{\frac {\rho _{P}}{\rho _{s}}}}}
unde {\displaystyle \rho _{P}} este densitatea medie a planetei și {\displaystyle \rho _{s}} cea a satelitului.
Este posibil și să se calculeze distanța la care o bucățică din satelit – de masă µ - menținut de forța de atracție gravitațională a acesteia, începe să se detașeze (este cazul numit „rigid”):
{\displaystyle d=R{\sqrt[{3}]{2{\frac {\rho _{P}}{\rho _{s}}}}}\approx 1,260\cdot R{\sqrt[{3}]{\frac {\rho _{P}}{\rho _{s}}}}}
Aceste două calcule nu țin însă cont de deformarea satelitului sub efectul forțelor mareice.
În situația în care coeziunea satelitului este considerată ca fiind menținută doar de forțele de gravitație interne (un fel de satelit „lichid”), el se deformează într-un elipsoid (este cazul numit „lichid”). Problema cere soluția unei ecuații transcedente care nu poate fi făcută decât digital. Roche lucra în a doua jumătate a secolului al XIX-lea și nu avea mijloacele de calcul pe care le avem astăzi. Soluția sa era:
{\displaystyle d\approx 2,44\cdot R{\sqrt[{3}]{\frac {\rho _{P}}{\rho _{s}}}}}
Adevărata soluție este (vezi mai jos pentru detalii ale calculului) :
{\displaystyle d=2,422849865\cdot R{\sqrt[{3}]{\frac {\rho _{P}}{\rho _{s}}}}}
Această din urmă valoare este utilizată la ora actuală.

## Exemple concrete
| Obiect primar | Satelit  | Distanță (în raze Roche) | Distanță (în raze Roche) |
| Obiect primar | Satelit  | (rigid)                  | (fluid)                  |
| ------------- | -------- | ------------------------ | ------------------------ |
| Soare         | Mercur   | 103,53                   | 53,84                    |
| Terra         | Luna     | 40,53                    | 21,08                    |
| Marte         | Phobos   | 1,71                     | 0,89                     |
| Marte         | Deimos   | 4,56                     | 2,37                     |
| Jupiter       | Metis    | 1,91                     | 0,99                     |
| Jupiter       | Adrastea | 1,92                     | 1,00                     |
| Jupiter       | Amalthea | 1,78                     | 0,93                     |
| Jupiter       | Thebe    | 3,31                     | 1,72                     |
| Saturn        | Pan      | 1,77                     | 0,92                     |
| Saturn        | Atlas    | 1,82                     | 0,95                     |
| Saturn        | Prometeu | 1,85                     | 0,96                     |
| Saturn        | Pandora  | 1,88                     | 0,98                     |
| Saturn        | Epimeteu | 1,98                     | 1,03                     |
| Uranus        | Cordelia | 1,55                     | 0,81                     |
| Uranus        | Ophelia  | 1,68                     | 0,87                     |
| Uranus        | Bianca   | 1,84                     | 0,96                     |
| Uranus        | Cressida | 1,93                     | 1,00                     |
| Neptun        | Naiada   | 1,44                     | 0,75                     |
| Neptun        | Thalassa | 1,49                     | 0,78                     |
| Neptun        | Despina  | 1,57                     | 0,82                     |
| Neptun        | Galatea  | 1,84                     | 0,96                     |
| Neptun        | Larissa  | 2,19                     | 1,14                     |
| Pluto         | Charon   | 13,05                    | 6,79                     |

În practică, un satelit – natural sau artificial – este capabil să orbiteze dincoace de limita Roche, întrucât este menținut de alte forțe de coeziune. Tabelul exprimă razele orbitale ale sateliților interiori ai fiecărei planete, exprimate în multipli ai limitelor lor Roche respective. Mercur este inclus și el ca titlu de comparație. Se constată că Naiada este cazul cel mai extrem.

Toți acești sateliți (cu excepția făcută de Lună și de Charon) rămân întregi deși orbitează sub  sau foarte aproape de limita lor Roche. 

Se constată că Phobos, satelit al lui Marte, prezintă numeroase fracturi, fără a se putea, totuși, proximitatea sa cu planeta.
Teoriile  creării inelelor planetare fac în general să intervină limita Roche.
Se crede că s-au creat fie prin dezagregarea unui satelit după trecerea dincoace de limită, fie prin împiedicarea agregării particulelor situate în această zonă în timpul creării planetei.
În cazul inelelor lui Jupiter, este posibil să provină direct din particulele smulse sateliților Adrastea și Metis: forțele mareice provenind de la Jupiter ar fi suficiente pentru ca o particulă plasată pe suprafața lor să poată fi dusă mai departe.
Inelul E al lui Saturn se întinde cu mult dincolo de orbita Roche. Grosimea lui neobișnuită lasă să se creadă că ar fi rezultatul degazării vulcanice recente a satelitului Enceladus, cristalele de gheață produse astfel difuzându-se din ce în ce mai mult pe măsură ce se îndepărtează de satelit.

## Lobii lui Roche
Într-un sistem stelar binar, un lob Roche este regiunea din spațiu în care particulele sunt legate gravitațional de una sau de alta dintre cele două stele. 
 Aceste două regiuni, fiecare formând o „lacrimă” care înconjoară una dintre stele, se întâlnesc în Punctul Lagrange L1 al sistemului.
Dacă una dintre stele se întinde dincolo de lobul său Roche, materia respectivă „cade” spre cealaltă stea. Acest proces poate conduce, în final, la dezintegrarea totală a stelei, fiecare pierdere reducând cu atât mai mult lobul. 
În cazul unei perechi gigantă roșie / pitică albă, gazul provenind de la gigantă poate să depășească lobul lui Roche, deversându-se, în mod continuu, pe pitica albă și provocând mai multe nove recurente.